# Susanne Freyer-Mathes
Susanne Freyer-Mathes (* 28. August 1964 als Susanne Freyer in Zweibrücken) ist eine deutsche Filmproduzentin.

## Leben
Nach ihrem Abitur, das Freyer-Mathes am Helmholtzgymnasium in Zweibrücken absolvierte, studierte sie Kommunikationswissenschaften, Politik und Amerikanistik an der Ludwig-Maximilians-Universität München. Im Zeitraum 1990–1995 beim Bayerischen Rundfunk angestellt, ist sie seit 1995 Produzentin bei der neuen deutschen Filmgesellschaft und seit 1997 Geschäftsführerin der Akzente Film & Fernsehproduktion GmbH in Unterföhring.

## Filmografie (Auswahl)
- 1996: Ein Bernhardiner namens Möpschen
- 1997: Kap der Rache
- 1998: Das Böse
- 1999: Einfach raus
- 2000: Das gestohlene Leben
- 2001: Ein Teenager flippt aus
- 2002: Verlorenes Land
- 2003: Die Geisel
- 2003: Treibjagd
- 2004: Außer Kontrolle
- 2004: Italiener und andere Süßigkeiten
- 2005: Stürmisch verliebt
- 2006: Die Verlorenen
- 2006: Mutterglück
- 2007: Ich Chef, du nix
- 2008: Der russische Geliebte
- 2008: Ein Job
- 2008: Fleisch ist mein Gemüse
- 2009: Die Rebellin
- 2010: Lüg weiter, Liebling
- 2010: Tiger Team – Der Berg der 1000 Drachen
- 2012: Die Braut im Schnee
- 2014: Kommissar Marthaler – Partitur des Todes
- 2014: Nebenwege
- 2015: Kommissar Marthaler – Ein allzu schönes Mädchen
- 2015: Kommissar Marthaler – Engel des Todes
- 2017: Kommissar Marthaler – Die Sterntaler-Verschwörung
- 2017: Tigermilch
- 2018: Das schweigende Klassenzimmer
- seit 2018: Der Alte (ab Folge 419)
- 2019: Wir wären andere Menschen
- 2019: Das Quartett: Der lange Schatten des Todes
- 2020: Das Quartett: Das Mörderhaus
- 2021: Das Quartett: Die Tote vom Balkon
- 2021: Mein Sohn
- 2022: Das Quartett: Dunkle Helden
- 2023: Das Quartett: Tödliche Lieferung
- 2023: Das Quartett: Mörderischer Pakt